# Centralny Zarząd Handlu w Uzdrowiskach
Centralny Zarząd Handlu w Uzdrowiskach – jednostka organizacyjna Ministra  Handlu Wewnętrznego istniejący w latach 1952–1972, mająca na celu właściwe zorganizowanie handlu i żywienia zbiorowego w miejscowościach uzdrowiskowych i stworzenia przedsiębiorstw działających w zakresie handlu, żywienia zbiorowego i usług.

## Powołanie Centralnego Zarządu
Na podstawie uchwały Prezydium Rządu z 1952 r. w sprawie utworzenia w Ministerstwie Handlu Wewnętrznego - Centralnego Zarządu Handlu w Uzdrowiskach powołano Centralny Zarząd.
Powołanie Centralnego Zarządu pozostawało w ścisłym związku z uchwałą Prezydium Rządu z 1950 r. w sprawie włączenia w skład ministerstw centralnych zarządów.
Nadzór nad działalnością Centralnego Zarządu sprawował Minister Handlu Wewnętrznego.

## Przedmiot działania Centralnego Zarządu
Przedmiotem działania Centralnego Zarządu był nadzór, koordynacja i ogólne kierownictwo podległych przedsiębiorstw, prowadzących handel, żywienie zbiorowe i usługi, celem wszechstronnego zaopatrzenia kuracjuszy i wczasowiczów. Przedsiębiorstwa prowadziły swoje bazy zaopatrzenia artykułów specjalnego zaopatrzenia kuracjuszy i wczasowiczów.
W szczególności do zadań Centralnego Zarządu należało:
- opracowywanie zbiorczych planów działalności podległych przedsiębiorstw oraz nadzór nad ich wykonaniem,
- opracowywanie zasad organizacji i techniki handlu obrotu towarowego,
- ustalania wytycznych oraz organizacja żywienia zbiorowego i pomocniczego przetwórstwa spożywczego oraz usług w miejscowościach uzdrowiskowo-wczasowych,
- dbanie o stały postęp techniczny i racjonalizację w zakresie obsługi kuracjuszy i wczasowiczów,
- wzajemna koordynacja działalności przedsiębiorstw, zwłaszcza w zakresie zaopatrzenia,
- analiza i badanie potrzeb ilościowych i jakościowych w zakresie wszechstronnej obsługi wczasowiczów i kuracjuszy,
- nadzór i koordynacja gospodarki finansowej,
- regulowanie zagadnień pracy i płac,
- opracowanie norm i instrukcji organizacyjnych,
- planowanie inwestycji i remontów oraz nadzór nad ich wykonaniem, w szczególności celem zapewnienia odpowiedniego poziomu obsługi konsumentów oraz estetyki sklepów detalicznych i zakładów żywienia zbiorowego,
- nadzór nad konserwacją urządzeń i sprzętu,
- nadzór nad eksploatacją majątku przydzielonego przedsiębiorstwo.

## Zniesienie Centralnego Zarządu
Na podstawie uchwały Rady Ministrów z 1972 r. w sprawie utraty mocy obowiązującej niektórych uchwał Rady Ministrów, Prezydium Rządu, Komitetu Ekonomicznego Rady Ministrów i Komitetu Ministrów do Spraw Kultury, ogłoszonych w Monitorze Polskim zlikwidowano Centralny Zarząd.